# Micrargeria filiformis
Micrargeria filiformis là loài thực vật có hoa thuộc họ Cỏ chổi. Loài này được (Schumach. & Thonn.) Hutch. & Dalziel mô tả khoa học đầu tiên năm 1931.